# Melinda Gainsford-Taylor
Melinda Maree Gainsford-Taylor (* 1. Oktober 1971 in Narromine) ist eine ehemalige australische Leichtathletin, die in den 1990er Jahren als Sprinterin international erfolgreich war.
Bei den Olympischen Spielen 1992 in Barcelona belegte sie mit der australischen 4-mal-100-Meter-Staffel den sechsten Platz. Im 200-Meter-Lauf erreichte sie die Halbfinalrunde, im 100-Meter-Lauf die Viertelfinalrunde. Ihre erste internationale Medaille gewann die 13-fache Australische Meisterin 1993 bei den Hallenweltmeisterschaften in Toronto. Mit einer Zeit von 22,73 s belegte sie im 200-Meter-Lauf den zweiten Platz hinter der Russin Irina Priwalowa. Über dieselbe Distanz errang Gainsford-Taylor bei den Commonwealth Games 1994 in Victoria die Bronzemedaille. Dort holte sie außerdem die Silbermedaille mit der australischen 4-mal-100-Meter-Staffel.
1995 gewann Gainsford-Taylor in ozeanischer Hallenrekordzeit von 22,64 s den Titel im 200-Meter-Lauf bei den Hallenweltmeisterschaften in Barcelona. Im selben Jahr holte sie bei den Weltmeisterschaften in Göteborg zusammen mit Lee Naylor, Renée Poetschka und Cathy Freeman die Bronzemedaille in der 4-mal-400-Meter-Staffel. Über 100 und 200 Meter erreichte Gainsford-Taylor jeweils die Halbfinalrunde.
Bei den Olympischen Spielen 1996 in Atlanta erreichte sie im 200-Meter-Lauf erneut die Halbfinalrunde. Mit der 4-mal-400-Meter-Staffel schied sie in der Vorrunde aus. Im folgenden Jahr schaffte sie bei den Weltmeisterschaften in Athen über 200 Meter den Finaleinzug und belegte am Ende den siebten Platz. 1998 verpasste sie auf derselben Distanz bei den Commonwealth Games in Kuala Lumpur unglücklich eine Medaille, als sie kurz vor dem Ziel in Führung liegend stürzte.
Zum Abschluss ihrer internationalen Laufbahn startete sie bei den Olympischen Spielen 2000 in ihrem Heimatland in Sydney in vier Disziplinen. Während sie im 100-Meter-Lauf und mit der 4-mal-100-Meter-Staffel den Finaleinzug verpasste, belegte sie im 200-Meter-Lauf Platz fünf und mit der 4-mal-400-Meter-Staffel in Ozeanienrekordzeit von 3:23,81 min Platz vier.
Melinda Gainsford-Taylor ist 1,72 m groß und hatte ein Wettkampfgewicht von 67 kg. Sie ist verheiratet und hat zwei Kinder. Der Schwimmer und Olympiamedaillengewinner Josh Watson ist ihr Cousin.

## Bestleistungen
- Freiluft:

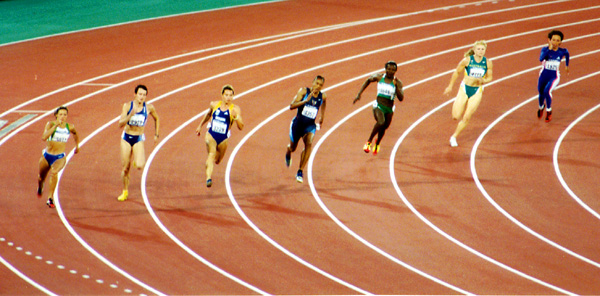
Olympische Spiele 2000, Gainsford als Zweite von rechts

  - 100 m: 11,12 s (AR), 31. Juli 1994, Sestriere
  - 200 m: 22,23 s (AR), 13. Juli 1997, Stuttgart
  - 400 m: 51,73 s, 22. Juli 2000, Brisbane
- Halle:
  - 60 m: 7,36 s, 12. März 1993, Toronto
  - 200 m: 22,64 s (AR), 10. März 1995, Barcelona